# Ratusz w Ostrzeszowie
Ratusz w Ostrzeszowie – budynek mieści się na środku Rynku i powstał w 1840 roku na fundamentach wcześniejszego. Siedziba Urzędu Stanu Cywilnego i Muzeum Regionalnego im. Władysława Golusa.
Jest to piętrowa budowla wzniesiona na rzucie prostokąta, z poddaszem i piwnicami. Kryta dachem naczółkowym z czerwonej dachówki. Gzymsy oddzielają z zewnątrz kondygnacje. Na kalenicy dachu znajduje się wieżyczka z zegarem, zwieńczona dachem namiotowym z iglicą. We wnętrzu ratusza zachowały się sklepienia kolebkowe.
W 1998 roku ratusz został wpisany do rejestru zabytków Narodowego Instytutu Dziedzictwa.